# 5687 Ямамотосінобу
5687 Ямамотосінобу (5687 Yamamotoshinobu) — астероїд головного поясу, відкритий 13 січня 1991 року.
Тіссеранів параметр щодо Юпітера — 3,192.
Названо на честь Ямамото Сінобу (яп. やまもと・しのぶ(山本忍)).